# Sojusz angielsko-portugalski

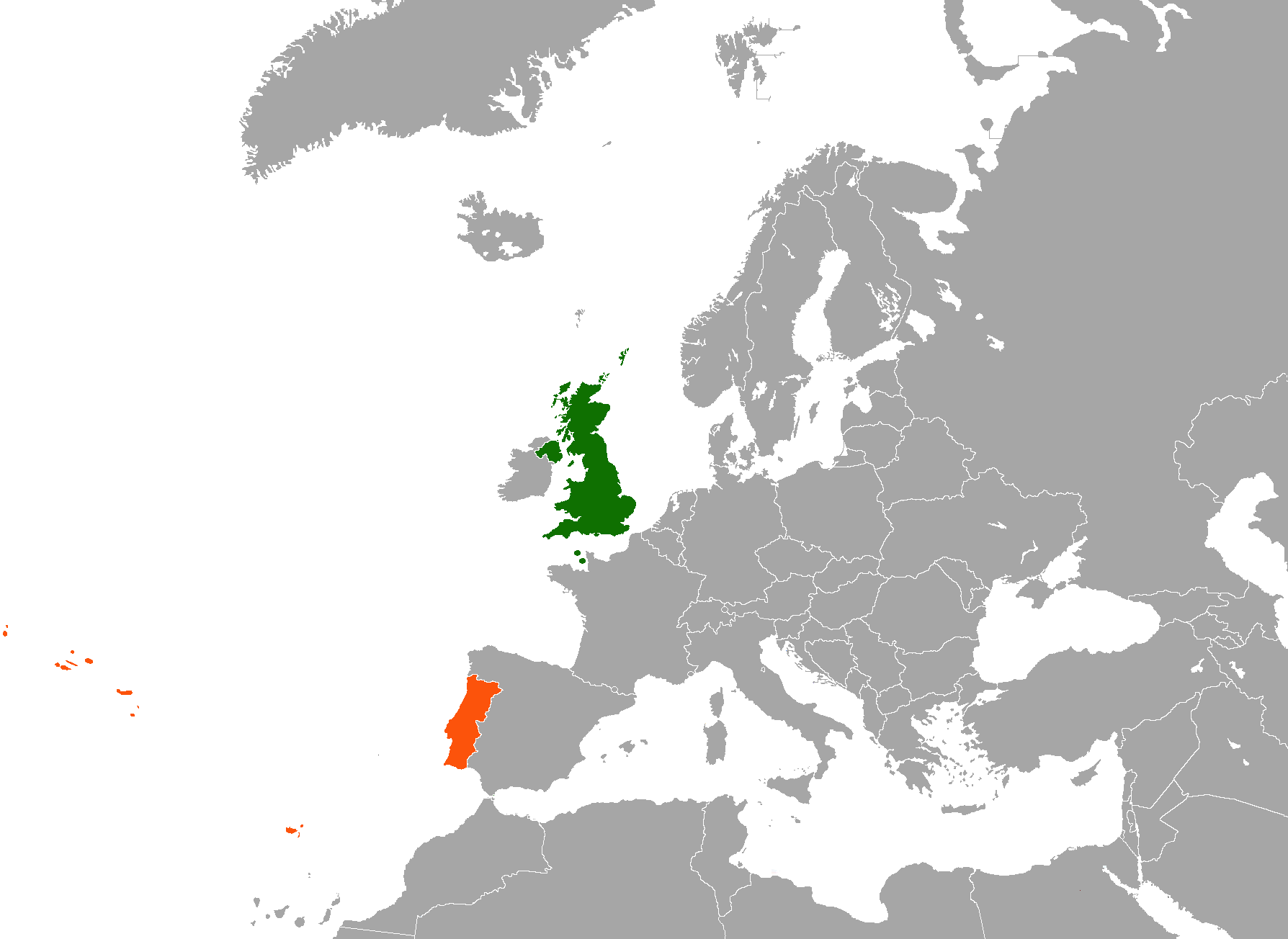
Położenie Wielkiej Brytanii i Portugalii

Sojusz angielsko-portugalski (ang. Anglo-Portuguese Alliance, por. Aliança Luso-Britânica) – sojusz wojskowy ratyfikowany w traktacie windsorskim z 1386 roku, między Anglią (obecnie Wielką Brytanią) i Portugalią. Jest uznawany za najstarszy, wciąż obowiązujący sojusz na świecie - najwcześniejsze wzmianki o nim pochodzą z traktatu angielsko-portugalskiego z 1373 r.
Od czasu podpisania traktatu windsorskiego Królestwo Portugalii i Królestwo Anglii nigdy nie prowadziły ze sobą wojny ani nie uczestniczyły w wojnach po przeciwnych stronach jako niepodległe państwa. Podczas gdy Portugalia była objęta Unią Iberyjską, zbuntowane portugalskie frakcje i rząd na uchodźstwie znajdowały schronienie i pomoc w Anglii. 
Przez setki lat sojusz służył obu krajom wpływając m.in. na szeroki udział Wielkiej Brytanii w wojnę na Półwyspie Iberyjskim, wspólną walkę podczas I wojny światowej w portugalskich koloniach. 
1 września 1939 roku, tuż po wybuchu II wojny światowej, a jeszcze przed wypowiedzeniem wojny Niemcom przez Wielką Brytanię, rząd Portugalii zadeklarował, że jest gotów dotrzymać zobowiązań sojuszniczych, lecz strona brytyjska uznała, że nie jest potrzebna z jej strony pomoc militarna. Późniejsza neutralność Portugalii podczas II wojny światowej nie naruszyła sojuszu, gdyż była celowym ruchem mającym nie prowokować frankistowskiej Hiszpanii do dołączenia się do państw Osi. Mimo to, Portugalia współpracowała z aliantami: w 1940 roku na Maderę ewakuowano 2500 mieszkańców Gibraltaru, a w 1943 roku Portugalia, na mocy sojuszu, udostępniła Wielkiej Brytanii Azory do utworzenia tam dużej bazy lotniczo-morskiej.
Dzisiaj Portugalia i Wielka Brytania są wspólnie członkami NATO.